# استانیسواف یندریکا
استانیسواف یندریکا (به لهستانی: Stanisław Jędryka)؛ ‏ تلفظ لهستانی: [staˈɲiswaf]؛ زادهٔ ۲۷ ژوئیهٔ ۱۹۳۳ - درگذشته ۲۲ آوریل ۲۰۱۹) کارگردان فیلم اهل لهستان بود.
از فیلم‌ها یا مجموعه‌های تلویزیونی که وی در آن‌ها نقش داشته‌است، می‌توان به وداع ناممکن و سفری برای یک لبخند اشاره نمود.